# اتفاقية وضع القوات الأمريكية اليابانية
اتفاقية وضع القوات الأمريكية اليابانية (رسميًا، «الاتفاقية بموجب المادة السادسة من معاهدة التعاون والأمن المتبادل بين اليابان والولايات المتحدة الأمريكية، فيما يتعلق بالمنشآت والمناطق ووضع القوات المسلحة الأمريكية في اليابان») تم توقيعها في 19 يناير 1960 في واشنطن، في نفس اليوم الذي تم فيه تعديل المعاهدة الأمنية الأمريكية اليابانية. وهي اتفاقية وضع القوات على النحو المنصوص عليه في المادة السادسة من تلك المعاهدة، والتي أشارت إلى «اتفاقية منفصلة» تحكم «استخدام [...] المرافق والمناطق [الممنوحة للولايات المتحدة] وكذلك وضع القوات المسلحة للولايات المتحدة في اليابان». وقد حلت محل «الاتفاقية الإدارية الأمريكية اليابانية» السابقة التي تحكم مثل هذه القضايا بموجب المعاهدة الأمنية الأصلية لعام 1951.
لقد أصبحت اتفاقية مركز القوات قضية سياسية رئيسية في أعقاب حالات جرائم العنف التي يُزعم أن العسكريين ارتكبوها. على الرغم من أن نظام المحاكم الياباني يتمتع بسلطة قضائية لمعظم الجرائم التي يرتكبها الجنود الأمريكيون في اليابان، إلا أن هناك استثناءات إذا كان الأمريكي «يتصرف في مهمة رسمية»، أو إذا كان الضحية أمريكيًا آخر. في تلك الحالات، يكون للنظام الأمريكي سلطة قضائية، ما لم يتم التنازل عنه طواعية.
بالإضافة إلى ذلك، فإن بعض خصوصيات الاتفاقية تخلق مجالات امتياز متصورة لأفراد الخدمة العسكرية الأمريكية. على سبيل المثال، نظرًا لأن اتفاقية وضع القوات تستثني معظم الأفراد العسكريين الأمريكيين من قوانين التأشيرات وجوازات السفر اليابانية، فقد وقعت حوادث سابقة تم فيها إعادة أفراد الجيش الأمريكي إلى الولايات المتحدة قبل مواجهة اتهامات في المحاكم اليابانية. علاوة على ذلك، يشترط الاتفاق أنه في حالة الاشتباه في ارتكاب أحد العسكريين الأمريكيين لجريمة ولكن لم يتم القبض عليه خارج قاعدة من قبل السلطات اليابانية، فإن السلطات الأمريكية تحتفظ بالحجز حتى يتم توجيه الاتهام الرسمي للعضو العسكري من قبل اليابانيين. على الرغم من أن الاتفاقية تتطلب أيضًا تعاون الولايات المتحدة مع السلطات اليابانية في التحقيقات،  غالبًا ما تعترض السلطات اليابانية على أنها لا تزال لا تملك حق الوصول المنتظم لاستجواب العسكريين الأمريكيين، مما يجعل من الصعب على المدعين اليابانيين تحضير القضايا لتقديم لائحة الاتهام. يتفاقم هذا بسبب الطبيعة الفريدة للاستجوابات اليابانية السابقة على لائحة الاتهام، والتي تركز على انتزاع اعتراف كشرط أساسي لإصدار لائحة الاتهام، وغالبًا ما يتم إجراؤها بدون محام،  ويمكن أن تستمر حتى 23 يومًا. نظرًا للاختلاف بين نظام الاستجواب هذا والنظام في الولايات المتحدة، جادلت الولايات المتحدة بأن الاختصاص القضائي الخارجي الممنوح لأفرادها العسكريين بموجب اتفاقية وضع القوات ضروري لمنحهم نفس الحقوق الموجودة في ظل نظام العدالة الجنائية الأمريكي. ومع ذلك، منذ حادثة الاغتصاب في أوكيناوا عام 1995، وافقت الولايات المتحدة على النظر بشكل إيجابي في تسليم المشتبه بهم في قضايا خطيرة مثل الاغتصاب والقتل قبل توجيه التهم إليهم. في 16 يناير 2017، وقعت اليابان والولايات المتحدة «اتفاقية تكميلية لتحديد وتوضيح تعريف المكون المدني المحمي بموجب اتفاقية وضع القوات». جاء هذا الاتفاق بعد اغتصاب وقتل امرأة من أوكيناوا عام 2016، على يد عامل مدني متعاقد يعمل في قاعدة كادينا الجوية الأمريكية في محافظة أوكيناوا.

## النص الكامل
- "Full text of the agreement" (PDF) (بالإنجليزية واليابانية). Archived from the original (PDF) on 2019-09-01.
- "Special measures in effect 2001–2006". وزارة الخارجية. مؤرشف من الأصل في 2019-09-03.